# لاس بانگورا
الحسن لاس بانگورا (به انگلیسی: Alhassane “Lass” Bangoura) (متولد ۳۰ مارس ۱۹۹۲) بازیکن فوتبال اهل گینه است که در پست بال راست برای رایو وایکانو در لالیگا بازی می‌کند.